# Anna Dzsambulijevna Csakvetadze
Anna Dzsambulijevna Csakvetadze (oroszul: Анна Джамбулиевна Чакветадзе) (Moszkva, 1987. március 5. –) grúz származású orosz hivatásos teniszezőnő.
Egyéniben nyolc WTA-tornán végzett az első helyen, élete első hét döntőjét megnyerve. Emellett egyéniben két, párosban egy ITF-tornán győzött. Legjobb Grand Slam-eredménye egyéniben a 2007-es US Openen elért elődöntő, párosban a 2006-os Roland Garroson a negyeddöntőbe jutott. Juniorként döntőt játszott a 2003-as wimbledoni teniszbajnokság lány egyéni versenyén, de alul maradt Kirsten Flipkens ellenében.
Legjobb világranglista helyezése egyéniben az 5. hely volt, amelyre 2007. szeptember 10-én került, párosban az 53. helyen állt 2007. augusztus 6-án.
2006–2009 között Oroszország Fed-kupa-válogatottjának tagjaként kilenc egyéni mérkőzéséből hét alkalommal győzött. 2007-ben és 2008-ban a Fed-kupagyőztes orosz válogatott tagja volt.
Utolsó WTA-tornáján 2012-ben Üzbegisztánban, a Tashkent Openen vett részt, ahol párosban a döntőbe jutott. Hivatalosan 2013. szeptemberben jelentette be visszavonulását. Azóta az Eurosport sportkommentátoraként tevékenykedik.

## Junior Grand Slam döntői

### Egyéni

#### Elveszített döntői (1)
| Év   | Bajnokság | Borítás | Ellenfél         | Eredmény      |
| ---- | --------- | ------- | ---------------- | ------------- |
| 2003 | Wimbledon | Fű      | Kirsten Flipkens | 4–6, 6–3, 3–6 |

## WTA-döntői

### Egyéni

#### Győzelmei (8)
| Összesítés           |                        |
| Grand Slam-torna (0) |                        |
| Tier I (1)           | Premier Mandatory* (0) |
| Tier II (2)          | Premier Five* (0)      |
| Tier III (3)         | Premier* (0)           |
| Tier IV (2)          | International* (0)     |
| Tier V (0)           | Challenger* (0)        |

* 2009-től megváltozott a tornák rendszere. Challenger tornákat 2012-től rendeznek.
 Az egymás mellett azonos színnel jelölt tornatípusok között nincs teljes mértékű megfelelés.
| No. | Dátum             | Torna                                                  | Borítás    | Ellenfél a döntőben | Eredmény a döntőben |
| 1.  | 2006. szept. 25.  | Guangzhou International Women’s Open, Kanton           | Kemény     | A. Medina Garrigues | 6–1, 6–4            |
| 2.  | 2006. október 15. | Kremlin Cup, Moszkva                                   | Szőnyeg    | Nagyja Petrova      | 6–4, 6–4            |
| 3.  | 2007. január 12.  | Moorilla Hobart International, Hobart                  | Kemény     | Vaszilisza Bargyina | 6–3, 7–6(3)         |
| 4.  | 2007. június 17.  | Ordina Open, ’s-Hertogenbosch                          | Fű         | Jelena Janković     | 7–6(2), 3–6, 6–3    |
| 5.  | 2007. július 22.  | Western & Southern Financial Group Women’s Open, Mason | Kemény     | Morigami Akiko      | 6–1, 6–3            |
| 6.  | 2007. július 29.  | Bank of the West Classic, Stanford                     | Kemény     | Szánija Mirza       | 6–3, 6–2            |
| 7.  | 2008. február 10. | Open GDF Suez, Párizs                                  | Kemény (f) | Szávay Ágnes        | 6–3, 2–6, 6–2       |
| 8.  | 2010. július 25.  | Banka Koper Slovenia Open, Portorož                    | Kemény     | Johanna Larsson     | 6–1, 6–2            |

#### Elveszített döntői (1)
| No. | Dátum               | Helyszín                    | Borítás | Ellenfél a döntőben | Eredmény a döntőben |
| 1.  | 2008. augusztus 23. | Pilot Pen Tennis, New Haven | Kemény  | Caroline Wozniacki  | 6–3, 4–6, 1–6       |

### Páros

#### Elveszített döntői (6)
|    | Dátum                | Torna                                 | Borítás | Partner            | Ellenfelek a döntőben                  | Eredmény a döntőben |
| 1. | 2006. szeptember 24. | China Open, Peking                    | Kemény  | Jelena Vesznyina   | Virginia Ruano Pascual Paola Suárez    | 2–6, 4–6            |
| 2. | 2007. július 29.     | Bank of the West Classic, Stanford    | Kemény  | Viktorija Azaranka | Szánija Mirza Sahar Peér               | 4–6, 6–7(5)         |
| 3. | 2007. augusztus 5.   | Acura Classic, San Diego (Kalifornia) | Kemény  | Viktorija Azaranka | Cara Black Liezel Huber                | 5–7, 4–6            |
| 4. | 2010. február 14.    | PTT Pattaya Open, Pattaja             | Kemény  | Kszenyija Pervak   | Marina Eraković Tamarine Tanasugarn    | 5–7, 1–6            |
| 5. | 2010. július 24.     | Banka Koper Slovenia Open, Portorož   | Kemény  | Marina Eraković    | Marija Kondratyjeva Vladimíra Uhlířová | 4–6, 6–2, [7–10]    |
| 6. | 2012. szeptember 15. | Tashkent Open, Taskent                | Kemény  | Vesna Dolonc       | Paula Kania Palina Pehava              | 2–6, feladták       |

## Év végi világranglista-helyezései
| Év     | 2002 | 2003 | 2004 | 2005 | 2006 | 2007 | 2008 | 2009 | 2010 | 2011  | 2012 |
| Egyéni | 756. | 374. | 84.  | 33.  | 13.  | 6.   | 18.  | 70.  | 56.  | 230.  | 222. |
| Páros  | –    | –    | 661. | 280. | 68.  | 75.  | 285. | 304. | 134. | 1123. | 236. |